# Jason Gailes
Jason Gailes (* 28. März 1970 in Dighton, Massachusetts) ist ein ehemaliger Ruderer aus den Vereinigten Staaten. 1996 war er Olympiazweiter im Doppelvierer.

## Karriere
Der 1,93 m große Jason Gailes nahm im Doppelvierer an den Weltmeisterschaften 1993 und im Doppelzweier an den Weltmeisterschaften 1994 teil, erreichte aber jeweils nur das C-Finale. 1995 belegte er mit Doppelvierer den sechsten Platz bei den Weltmeisterschaften in Tampere. Im gleichen Jahr gewann er die Silbermedaille im Doppelvierer bei den Panamerikanischen Spielen in Mar del Plata.
1996 bei den Olympischen Spielen in Atlanta saßen Tim Young, Brian Jamieson, Eric Mueller und Jason Gailes im amerikanischen Doppelvierer. Die Crew belegte im Vorlauf den zweiten Platz hinter den Italienern und im Halbfinale den zweiten Platz hinter den Deutschen. Im Finale siegten die Deutschen mit zwei Sekunden vor dem US-Boot. Weitere zwei Sekunden dahinter gewannen die Australier Bronze vor den Italienern.
Jason Gailes begann mit dem Rudersport an der University of Rhode Island. Nach seiner Ruderkarriere arbeitete er im Finanzsektor für Firmen wie Lehman Brothers, UBS, BMO Capital Markets, Credit Suisse und West Coast Equity Sale.